# Dénár

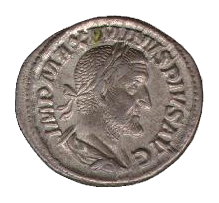
Ókori római denarius

A dénár (régebben használt nevén denár) a rómaiak kora óta számos országban, így a Magyar Királyságban is egykor használt pénzegység illetve pénzérmék neve. Eredetüket, legalábbis nevük eredetét tekintve a mai dinár pénznemek is erre vezethetők vissza.

## A szó eredete
A denarius neve a latin dēnī (kb. „tíz részből álló”) szóból ered, mivel értéke eredetileg 10 római bronzasnak felelt meg.
Az érmék hátoldalára Héra római megfelelőjének (Juno Moneta) a „vezetéknevét” (Moneta) verték. Mivel más nyelvekben a pénzre szó nem létezett, jobb híján „monetának” hívták az érméket. Innen eredeztethető a latin monetáris kifejezés, illetve a sok nyelvben mon- vagy man- kezdetű 'pénz' jelentésű szó (például az angol money). Később más népek más nevet adtak neki, a németben a pénzt a mai napig aranynak (Geld) nevezik, míg például az olaszban és a spanyolban a denarius szóból alakult ki a mai danaro, denaro, illetve dinero (pénz) kifejezés, illetve néhány szláv nyelvben is a denar (szlovén) a pénz megfelelője. Akárcsak a régi magyar pénznem, a dénár neve.

## A rómaiak korában
A latin denarius szóból származó a római ezüstérem, amely pénzegységül szolgált, egyszersmind az első római ezüstpénz. Volt ugyan már Capua, illetőleg Campania elfoglalása után (Kr. e. 344) római ezüstpénz, de ez campaniai veretű volt és 3,5 gr. súllyal bírt, megfelelt tehát a föniciai drachmának s előlapján jobbra tekintő férfifej, hátsó lapján a két római csecsemőt szoptató nőstényfarkas volt ROMANO aláírással; sőt volt más ezüstpénz, előlapján Janus kettős feje, hátlapján a szárnyas Victoria négyfogatú kocsin állva, ROMA aláírással; ennek a súlya akként volt szabályozva, hogy értéke a római bronzpénz értékéhez úgy viszonylott, mint 250:1-hez, tehát valamivel könnyebb volt a föniciai drachmánál. A tulajdonképpeni római ezüstpénz veretése Kr. e. 269. kezdődött Q. Ogulnius és C. Fabius konzulok indítványára. Ekkor háromféle ezüstérmet bocsátott ki a római állam: a denarius-t, a quinarius-t és a sestertius-t, amelyek közül az első 10, a második 5, a harmadik 2 1/2 akkori (trientalis) as-nak felel meg; a denarius súlya 4,57 és 4,45 gr. között ingadozik, de általában véve a római font (libra) 1/72-ed részének felel meg. Mindhárom érem előlapján Róma feje volt sisakkal fedve és jobbra tekintve, a fej mögött, az érem értéke X, V és IIS által jelölve, hátlapján a jobbra nyargaló, dárdát előre szegző Dioscurok (Castor és Pollux), fejeik felett egy-egy csillaggal, alul ROMA aláírással (e két istenség volt a rómaiak segítségére a Regillus tava melletti csatában s azért jutott a képük az ezüstérmekre). Nemsokára azonban a Dioskurok helyett a szárnyas Victoria jutott az érmek hátlapjára, de nem négyes, hanem csak kettes fogaton (biga) ábrázolva, amiért is bigatinak nevezték közönségesen e pénznemet. Tény, hogy ezen legrégibb római ezüstpénz-rendszer a Tarentumban és Syracusaeban megalapított rendszernek utánzása, s a sestertius-nak neve, a nummus, megfelel a syracusaei nummos-nak, mely az attikai kettős drachma tizedrészének felelt meg. Ezen nummus v. sestertius volt a római pénzszámításnak az alapja, nem pedig a denarius.
A második pun háború okozta pénzzavarok következtében az as értékét a felé szállították le (as sextantarius) és ezzel kapcsolatban a denarius súlya is könnyebb lett, 72 denarius helyett 84-et vertek egy font ezüstből, úgy, hogy súlya 3,8 gramm volt és ez így maradt egészen Nero császárig és ezzel kapcsolatban az ezüstpénz viszonya a bronzpénzhez 140:1-hez lett. A denarius értéke újból változott Kr. e. 217-ben, amikor az ast ismét fele értékére leszállították; ettől fogva a denarius, habár sulya nem változott, 16 as értékével bírt s egyszersmind az eddigi bronzvaluta helyébe az ezüst valuta lépett, ami felért egy államcsőddel, amikor ugyanis a bronz viszonya az ezüsthöz 1:112 lett; a denariuson ettől fogva a XVI-os szám állt. Ezen időtől kezdve szokták kitenni a pénzverő hivatalnok, (később triumviri monetales) neveit a pénzeken, eleinte csak kezdőbetűikkel, későbben teljesen, Róma neve pedig lassanként elmaradt, a VII. században (a város alapítása után) pedig egészen elhagyták s ugyanakkor elmaradt Róma feje is az érmek előlapjáról s helyébe jöttek négy más istenség vagy a pénzverő hivatalnok dicső őseinek a képei. A VI. században a Victoria helyett is más istenségek, különösen Jupiter jutott a denarius hátlapjára és a biga helyett a quadriga, amiért is quadrigati lett a denariusok népszerű neve. A VII. században már sokféle alak került a denariusok hátlapjára. A Marius és Sulla közötti polgárháború alatt, valamint a reá következő években az ezüstpénznek értéke az által csökkent, hogy az állam bronzbélésű, ezüsttel borított denariusokat veretett; Julius Caesar szüntette meg végképpen ezen visszaélést és egyszersmind ismét ezüst quinariusokat és sestertiusokat veretett –  de már Augustus csak bronz sestertiusokat veretett, Nero pedig 96 darab denariust veretett egy font ezüstből, Caracalla másfél denarius értékű ezüstérmeket készíttetett, az Argenteus Antoninianus-t. A III. századtól kezdve folyton csökkent a denarius ezüsttartalma és értéke, amígnem csupán bronzból készült, melyet azonban forrás által megfehérítettek, de már Aurelianus idejében (270-275) teljesen rézpénz lett. Diocletianus idejében a denarius egy igen kis bronzpénz volt, amelyhez nagyon kevés ezüstöt kevertek.

## Más országokban
A rómaiaktól a Denariusnak legalább a neve, más népekhez és országokba is átment. Francia- és Németországban a karolingok alatt található és akkor egy solidusnak 12-ed részét képezte. Franciaországban újabb időben veretett a denier réz váltópénz, aztán a kettős denier. A denier tournois 1795-ig 1/12 sou tournois = 1/240 livre tournois volt. A denier d’or (arany denier) vagy liard három denier tournois-nak számegysége volt. A denier után lett Felső-Olaszországban a denaro, mely kezdetben úgy veretett, hogy 12-ed részét képezte egy soldonak. A későbbi tizedes osztás és az olasz líra a denarót egészen eltüntette. A római arany dénárt a bizánciaiaktól átvették az arabok és dinarnak nevezték el. Az araboktól több keleti néphez jutott el, Perzsiában ma is megvan. Szerbia 1873. évi törvény alapján a dinárt pénzrendszere alapegységéül választotta.
A dénár továbbá egy súlymérték neve is. A régi Rómában Papirius denariusa a font 84-ed, Nero alatt a font 96-ad része volt. Franciaországban a vásári mértéket, a régi fontot 384 denier vagy scrupulere osztották. Olaszországban a font 288 denarit vagy danarit tartalmazott. 1859-ig a selyemfonal súlya denaróban határoztatott meg Olaszországban és pedig Piemontban 0,05336, Milánóban 0,05099 grammal egyenlő volt 1 dénár.

## Magyarországon
A  dénár az Árpád- és vegyes-házbeli királyaink alatt elterjedt váltópénz volt.
A mi középkori dénárjaink nagyon különböző értékűek voltak, mert az Árpád-házbeli első királyok alatt minden pénzverő műhelyben különböző számú dénárt vertek egy-egy márka ezüstből. E pénzzavart III. Béla szüntette meg, aki nagyobb és majdnem tiszta színezüst dénárokat veretett. III. Béla pénzeinek minőségére később is folyton hivatkoztak, így pl. az Aranybulla 23. pontja azt mondja: „A pénz húsvéttól húsvétig érvényes, a dénárok olyanok legyenek, mint Béla király idejében voltak.” Az újra veretéskor azonban megint csak megromlott a pénz, amelyet már a külföld sem fogadott el s ezért 1298-ban törvénnyé lett, hogy „két éven át olyan érem legyen, amelynek ötöde nem nemes fém, azon túl pedig olyan, melynek tizede silány érc”. Csakhogy a kamarai nyereség folytán újra meg újra megromlott a pénz, úgyhogy a dénárok értéke is folyton ingadozott.
A vegyes-házbeli királyok alatt esztergomi, bánáti, budai, kassai, regensburgi, landshuti stb. dénárok voltak forgalomban; ezen kívül volt új és legújabb, kis és nagy dénárok, amelyek mind más és más fémértékkel bírtak.  Hunyadi Mátyás pénzreformja 1467-ben állandósította az ezüst dénár verését, 1468-tól állandó éremképű folyamatosan vert és elfogadott Madonnás éremképű dénárokat hoztak forgalomba. A mohácsi csata után Szapolyai János kezdte meg a rossz dénár veretését, s ennek káros következményei nem is maradtak el: úgy a hazai, mint a külföldi kereskedelmünket nagyban akadályozták. Magyarországon utoljára Mária Terézia veretett ezüstből, illetve (1760 és 1767 között) rézből dénárokat.